# Trentepohlia brevisector
Trentepohlia brevisector är en tvåvingeart som beskrevs av Alexander 1923. Trentepohlia brevisector ingår i släktet Trentepohlia och familjen småharkrankar.
Artens utbredningsområde är Benin. Inga underarter finns listade i Catalogue of Life.